# German Crime Story: Gefesselt
German Crime Story: Gefesselt ist eine deutsche True-Crime-Serie, die den Fall des Hamburger „Säurefassmörders“ nachzeichnet, der zwischen 1986 und 1991 drei Frauen entführte, zwei von ihnen tötete und ihre Leichen in mit Säure gefüllten Fässern vergrub.
Die von Dietmar Güntsche produzierte sechsteilige Serie läuft seit Januar 2023 exklusiv bei Amazon Prime Video. Die Regie führte Grimme-Preisträger Florian Schwarz; die Drehbücher wurden von den Headwritern Michael Proehl und Dirk Morgenstern verfasst, außerdem schrieben Max Eipp, Dinah Marte Golch und Mark Monheim.

## Handlung
In mehreren, ineinander verschachtelten Zeitebenen erzählt die Serie den spektakulären Kriminalfall um den Entführer und Mörder Raik Doormann und die Kriminalkommissarin Nela Langenbeck, die seine Taten schließlich aufdeckt. Im Herbst 1991 entführt der arbeitslose Kürschner Doormann Elke Berger, die Lebensgefährtin seines ehemaligen Chefs Ludwig Lübke, sperrt sie in seinen Atomschutzbunker und fordert 300.000 D-Mark Lösegeld für ihre Freilassung. Lübke, der die Polizei eingeschaltet hat, hält Doormann, der sich am Telefon mit verstellter Stimme als Anwältin des Entführers ausgibt, jedoch hin. Da seine Ehefrau früher als geplant von einer Reise zurückkehrt, gerät Doormann in Panik und lässt seine Geisel nach einer Woche Gefangenschaft wieder frei. Die Polizei kommt schnell auf Doormanns Spur und entdeckt bei einer Hausdurchsuchung das unterirdische Verlies. Im Mai 1992 wird Doormann wegen erpresserischen Menschenraubes zu drei Jahren Freiheitsstrafe verurteilt. Das Urteil fällt sehr milde aus, da es Doormann gelingt, das Gericht für sich einzunehmen und die Glaubwürdigkeit seines Opfers zu untergraben. Während des Prozesses wird die Polizistin Nela Langenbeck, die als Zeugin geladen war, von einer Frau angesprochen, deren Tochter Cornelia seit 1988 spurlos verschwunden ist. Die verzweifelte Mutter vermutet, dass Doormann etwas mit dem Verschwinden ihrer Tochter zu tun hat, da beide im selben Schwimmverein waren. Die Polizei sah bisher keinen Anlass Ermittlungen anzustellen, da nach Cornelias Verschwinden Briefe und Postkarten aus dem Ausland eintrafen, in denen sie beteuert, es ginge ihr gut. Cornelias Mutter hält diese allerdings für Fälschungen. Nela Langenbeck stellt daraufhin eigene Nachforschungen an und entdeckt frappierende Ähnlichkeiten zum rätselhaften Verschwinden von Ludwig Lübkes Ehefrau Irmgard Lübke, die ihren Mann 1986 aus heiterem Himmel verließ. Auch Ludwig Lübke erhielt danach Postkarten von ihr. Gegen den Widerstand ihres Vorgesetzten im Morddezernat, der sich für Vermisstenfälle nicht zuständig sieht, ermittelt Nela Langenbeck – teilweise in ihrer Freizeit – weiter, befragt Angehörige und Freunde, fertigt Listen mit abhandengekommenen Wertgegenständen der vermissten Frauen an, lässt die Postkarten von einem Schriftsachverständigen untersuchen und überführt schließlich Raik Doormann als Entführer und Mörder. Die sterblichen Überreste der beiden Frauen werden in mit Säure befüllten Fässern gefunden, die Doormann auf seinen Grundstücken in Hamburg-Rahlstedt und Basedow vergraben hatte. In zahlreichen Rückblenden erzählt die Serie außerdem Doormanns ambivalentes Verhältnis zu seinem ehemaligen Chef Ludwig Lübke, der ihn aufgrund eines Betrugsversuchs bei der Meisterprüfung durchfallen lässt und ihn bei einem Treffen der Kürschnerinnung öffentlich demütigt. Auch die Entführungen der beiden Mordopfer und besonders die Gefangenschaft von Cornelia Kessler, die (so legen Tonbandaufnahmen und Polaroidfotos nahe) von Doormann gefoltert und sexuell missbraucht wurde, werden retrospektiv in die Erzählung eingeflochten – ebenso wie ein weiterer, erfolgloser Entführungsversuch, die Pleite von Doormanns Pelzgeschäft, eine außereheliche Affäre Doormanns mit einer alleinstehenden Frau, mit der er sado-masochistische Fantasien auslebt, und seine private Bekanntschaft mit einem Hamburger Kriminalkommissar. Doormann wird als Witzbold und Geschichtenerzähler dargestellt, der seine Mitmenschen geschickt manipuliert und für seine Zwecke ausnutzt, gleichzeitig jedoch irrational handelt und geradezu fanatisch an Astrologie und Horoskope glaubt. Immer wieder werden auch Szenen gezeigt, die sich später als Fantasien des Täters herausstellen, so dass eine starke Diskrepanz zwischen Realität und Selbstbild deutlich wird. Die Erzählebene rund um die Kriminalkommissarin Nela Langenbeck ist geprägt von ihrem mühsamen Kampf in dem männerdominierten Polizei- und Justizapparat Gehör zu finden. Als die beiden Mordfälle mit dem Fund der beiden Säurefässer schließlich spektakulär aufgeklärt werden, drängen sich ihre männlichen Kollegen ins Rampenlicht.

## Entstehung
Die literarische Vorlage für die Serie bildet das erzählende Sachbuch "Hilferuf aus dem Folterkeller" von Heinrich Thies, 2014 erschienen im zu Klampen-Verlag. Die anschließende Entwicklung von Serienkonzept und Drehbüchern begannen 2018, nachdem in der Zeitschrift Crime ein Artikel über die Kriminalkommissarin Marianne Atzeroth-Freier und ihre Rolle bei der Aufklärung der Morde an Hildegard K. und Annegret B. erschienen war. Um die Angehörigen der Opfer zu schützen und den Autoren größere erzählerische Freiheiten zu geben, entschied man sich die Namen aller beteiligten Personen zu ändern. Außerdem wird zu Beginn jeder Folge der Schriftzug „Frei nach wahren Begebenheiten. Ereignisse, Personen, Namen und Orte wurden geändert.“ eingeblendet, um deutlich zu machen, dass es sich um eine künstlerische Interpretation der Ereignisse handelt. Nachdem der Produzent Dietmar Güntsche Amazon als Co-Produzenten gewinnen konnte und das Projekt mehrere Filmförderungen erhalten hatte, fanden die Dreharbeiten im Herbst 2021 u. a. in München, Hamburg und Leipzig statt. Beim Filmfest Hamburg wurden im September 2022 die ersten beiden Episoden gezeigt, am 13. Januar 2023 startete die Serie dann exklusiv bei Amazon Prime Video.

## Rezeption
Die Serie wurde überwiegend positiv aufgenommen. Rainer Tittelbach meinte „dramaturgisch und filmästhetisch operiert Gefesselt auf höchstem (True-Crime-)Serien-Niveau und fesselt – obwohl der Ausgang bekannt ist – über die gesamten sechs Folgen“. Die Süddeutsche Zeitung konstatierte „Selten sieht man so gut gemachte deutsche Serien wie German Crime Story“. Der General-Anzeiger schrieb, die Serie „wartet mit einem Feuerwerk an Talent und Kreativität auf“ und bescheinigte Hauptdarsteller Oliver Masucci, er agiere „spürbar lustvoll“. Der Kölner Stadtanzeiger zeigte sich gleichermaßen irritiert wie fasziniert von Masuccis Spiel: „Es macht auf perverse Weise Spaß, Masucci zuzuschauen und ebendies möchte man, erschreckt über die eigene Reaktion, mit vollem Ernst kritisieren“. Weiter werde die einzige Gegenspielerin des Täters, die sich gegen die krasse Frauenfeindlichkeit der Kollegen durchsetzen müsse, „von Angelina Häntsch mit still entschlossener Jodie-Foster-Intensität gespielt“. Die Verknüpfung von sadistischem Täter und sexistischer Gesellschaft gerate in „der German Crime Story zwar plakativ, aber durchaus effektiv: Der Frauenmörder rumort nicht unter der dünnen Decke der Zivilisation, er ist ihr konsequenter Ausdruck“.  Auch der Berliner Tagesspiegel hob Masuccis Darstellung des Täters hervor und meinte „wie Oliver Masucci Doormanns Machtgeilheit mit Charme und Schnauzer verkörpert – das ist von surrealer Wahrhaftigkeit“. Erst durch den „verbitterten Trotz“ seiner Kontrahentin jedoch werde Gefesselt „zu Historytainment“, das mehr wolle, als nur den nächsten Serienkiller zu porträtieren.
Spiegel Online hingegen kritisierte die Ästhetisierung von Gewalt und warf der Serie vor, sie überschreite – trotz Stärken – „die Grenze des Erträglichen“.
Die Filmbewertungsstelle vergab das Prädikat besonders wertvoll für die Serie, die neben der True-Crime-Handlung „auch eine Geschichte über die deutsche Gesellschaft Anfang der 1990er Jahre und die Stellung der Frau darin“ erzähle. „Eine Polizistin, die von ihren männlichen Kollegen nicht ernst genommen wird, ein Entführungsopfer, dem nicht geglaubt wird – all dies reflektiert die Serie dank ihres klugen Drehbuchs, einer glaubwürdigen Inszenierung und in einem authentischen Setting.“ Gefesselt sei „eine hochspannende, psychologische Thriller-Serie, die sich nicht nur für Fans des klassischen True-Crime-Genres lohnt“.